# Einkommensteuer (Frankreich)
Die Einkommensteuer in Frankreich (impôt sur le revenu, abgekürzt: „IR“; manchmal auch: „IRPP“ für impôt sur le revenu des personnes physiques) ist eine direkte Steuer, die im Jahre 1914 in Zusammenhang mit der Kriegsfinanzierung eingeführt worden ist. Nach der Mehrwertsteuer ist sie die zweitwichtigste Einnahmequelle des Staates. Rechtsgrundlage ist der Code général des impôts.

## Geschichte
Als Vater der Einkommensteuer wird in Frankreich der Finanzminister Joseph Caillaux betrachtet. Er hatte am 7. Februar 1907 ein Gesetzesprojekt vorgelegt, das nach britischem Vorbild eine proportionale Steuer einführen sollte, die unabhängig für jede Einkunftsart ermittelt werde, ergänzt durch eine progressive Steuer auf die Gesamteinkünfte, was wiederum sich am deutschen Vorbild orientierte. Am 9. März 1909 nahm die Abgeordnetenkammer dieses Gesetz zwar an, es wurde jedoch sogleich vom konservativ ausgerichteten Senat blockiert. Am 3. Juli 1914 wurde es schließlich definitiv angenommen. Im Jahre 1917 wurde es revidiert. Es folgten jedoch auch danach bald weitere Änderungen. 1926 wurde die während der Französischen Revolution durch das Direktorium am 24. November 1798 eingeführte „Steuer auf Türen und Fenster“ (l’impôt sur les portes et les colonnes) aufgehoben.

## Anwendungsbereich
Grundsätzlich fallen ausschließlich natürliche Personen unter das Einkommensteuergesetz. Im Falle von Personengesellschaften können jedoch, wenn bestimmte Formen eines Unternehmens nach bürgerlichem Recht vorliegen, auch dessen Geschäftsgewinne darunter fallen.
Das französische Einkommensteuergesetz ist nur anwendbar auf natürliche Personen, die auf französischem Territorium ihren steuerlichen Wohnsitz haben, außerdem auf Einkünfte aus französischer Quelle, es sei denn, dass Frankreich mit dem Land, in dem der Steuerpflichtige seinen Wohnsitz hat, ein Abkommen zur Vermeidung der Doppelbesteuerung abgeschlossen hat.

## Einkommensteuererklärung
Jedes Jahr hat der Steuerpflichtige vor Ablauf einer festgesetzten Frist (in der Regel Ende Mai) seine Einkünfte des Vorjahres zu erklären – selbst wenn er in diesem Zeitraum nicht über steuerpflichtige Einkünfte verfügen sollte. Die dazu erforderlichen Formulare können online unter der Webadresse der Administration fiscale française heruntergeladen werden. Wer im Vorjahr schon einmal eine entsprechende Erklärung abgegeben hat, erhält von Amts wegen ein entsprechend vorbereitetes Formular zugesandt, das in zweckentsprechender Weise vom Erklärenden nur noch abgeändert werden muss. Die Abgabe der Erklärung ist auch in elektronischer Form möglich.
Der Einkommensteuererklärung auf einem besonderen Formular beizufügen ist gemäß einem Gesetz aus dem Jahre 1990 eine Erklärung der in Frankreich Steuerpflichtigen darüber, welche Bankkonten im betreffenden Steuerjahr im Ausland noch bestehen oder geschlossen worden sind.

## Einkommensteuertarif
Einkommen von über 150.000 Euro werden mit 45 % besteuert. Der ehemalige französische Staatspräsident François Hollande kündigte im Präsidentschaftswahlkampf 2012 an, den Spitzensteuersatz stark erhöhen zu wollen: Der Steuersatz für Einkommen von mehr als 1 Mio. Euro sollte bei 75 % liegen. Der 75 %-Steuersatz wurde Ende Dezember 2012 vom Verfassungsrat gekippt. Der Rat bemängelte dabei nicht die Höhe der Steuer, sondern die Ungleichbehandlung der Haushalte in Abhängigkeit von der Einkommensverteilung.
Für 2014 gilt folgende Tabelle, wobei für Einkommensteile über 250.000 Euro höhere Grenzsteuersätze (sogenannte Reichensteuer) eingeführt wurden.
| Einkommen in Euro | Grenzsteuersatz | Zusätzlicher Grenzsteuersatz | Grenzsteuersatz insgesamt |
| ----------------- | --------------- | ---------------------------- | ------------------------- |
| bis 006.011       | 0,0 %           | 0 %                          | 0,0 %                     |
| 6.012 – 011.991   | 05,5 %          | 0 %                          | 05,5 %                    |
| 11.992 – 026.631  | 14,0 %          | 0 %                          | 14,0 %                    |
| 26.632 – 071.397  | 30,0 %          | 0 %                          | 30,0 %                    |
| 71.397 – 151.200  | 41,0 %          | 0 %                          | 41,0 %                    |
| 151.201 – 250.000 | 45,0 %          | 0 %                          | 45,0 %                    |
| 250.001 – 500.000 | 45,0 %          | 3 %                          | 48,0 %                    |
| über 500.000      | 45,0 %          | 4 %                          | 49,0 %                    |

## Zu versteuernde Einkünfte
Der Einkunftsarten sind acht an der Zahl:
- 1) Gehälter und Renten (les traitements, salaires, pensions et rentes viagères)
- 2) Vergütungen leitender Angestellter (les rémunérations des dirigeants de société)
- 3) Gewinne aus Handel und Gewerbe (les bénéfices industriels et commerciaux (BIC))
- 4) nicht kommerzielle Gewinne (les bénéfices non commerciaux (BNC))
- 5) Gewinne aus landwirtschaftlicher Tätigkeit (les bénéfices agricoles (BA))
- 6) Einkünfte aus Immobilien (les revenus fonciers)
- 7) Einkünfte aus Wertgegenständen (les revenus mobiliers)
- 8) Wertsteigerungen von Immobilien, Wertgegenständen und berufsbezogenen Gütern (wird pauschal besteuert) (les plus-values immobilières, sur valeurs mobilières, sur biens meubles et professionnelles)

## Einzelbelege
1. ↑  Il faut déclarer ses comptes au Luxembourg, l’essentiel, 30. Januar 2012
2. ↑  Hollande kündigt Steuererhöhungen in Milliardenhöhe an, zeit.de 10. September 2012
3. ↑  Frankreichs Verfassungsrat stoppt Reichensteuer, Süddeutsche Zeitung, 29. Dezember 2012